# 齐抗
齐抗（740年—804年5月29日），字遐举，中国唐朝官员，唐德宗年间拜为宰相。

## 家世
齐抗生于唐玄宗年间的740年，是定州义丰人，认祖春秋战国姜齐公室。祖父齐澣为唐玄宗年间名臣，官至平阳太守，父齐翱却官位低微，只做到左龍武倉曹參軍，后因齐抗显贵，累赠国子祭酒。

## 早年
齐抗年幼时，正值安史之乱席卷唐帝国北方，齐抗奉母隐居会稽剡中，就在那里读书。他善于作文，长于笺奏。曾师从独孤及。唐代宗大历年间（766年－779年），寿州刺史张镒辟齐抗为判官。齐抗明习吏事，敏于文学，张镒很看重他。

## 唐德宗年间
唐德宗建中（780年－783年）初年，张镒任江西观察使，齐抗随他于幕府。三年（782年），张镒在宰相任上被任为凤翔节度使，奏齐抗为监察御史，仍为自己的宾佐。当时张镒的军事筹画，多出于齐抗。齐抗也作为张镒的幕僚参与了建中四年（783年）唐朝与吐蕃的清水之盟。迁殿中侍御史。
四年十月，京城长安发生兵变，迫使德宗出奔奉天，因奉天城小，德宗想进一步逃到凤翔。张镒闻讯，筹划迎驾。齐抗和自己曾推荐的行军司马齐映指出后营将李楚琳为兵变首领朱泚旧部，难以控制，建议张镒先除去李楚琳。张镒没有听从，命李楚琳出屯陇州。李楚琳假托有事，没有即时出发。张镒一心迎驾，以为李楚琳已经走了。当夜李楚琳就和党羽作乱，攻张镒，张镒与二子缒城逃跑，都被候骑所擒，都被李楚琳杀死。齐抗在佣人背负下与齐映都逃到奉天，德宗任齐抗为侍御史，十天后改户部员外郎。宰相萧复为江淮宣慰使，以齐抗为工部员外郎、判官。齐抗推荐卢迈。
兴元元年（784年），乱平，德宗还京，天下旱蝗，国用尽竭。盐铁转运使元琇认为齐抗有才，奏授仓部郎中，条理江淮盐务。贞元初年，为水陆运副使，督江淮漕运以供给京师。迁兵部郎中兼御史中丞，又任谏议大夫，为朝廷要员所不容，因姻亲有小过，贬为处州刺史。《唐会要》卷五十载五年（789年）八月处州刺史齐黄的奏文，疑即齐抗。六年（790年），因旧州治屡遭水灾，北移四里到高原上。《全唐诗》收录有路应、李缜、戴公怀《仙岩四瀑布即事寄上秘书包监侍郎七兄吏部李侍郎十七兄婺州赵中丞处州齐谏议明州李九郎十四韵》。又历任苏州刺史，八年（792年）二月转潭州刺史、湖南都团练观察使。同年，宰相中书侍郎同平章事陆贽推荐齐映为江西观察使，有人指出齐映、齐抗互为本家，同任相邻方镇不妥，需要重新商议，陆贽上疏指出二齐是同姓别房，非五服之亲，不需要避嫌。入为给事中，十年（794年）二月又为河南尹，捕得劫转运绢贼人郭鹄、朱瞿昙等七人及赃绢，使被冤枉为劫匪的原东都留守将令狐运冤情得雪（但令狐运没有被赦免，死于贬所）。十二年（796年），上疏言两税法之弊，无果。吕温曾作《上族叔齐河南书》，称齐抗为“大尹叔父阁下”，因吕、齐二氏同出自姜姓齐国，故称齐抗为族叔。齐抗历任秘书监、太常卿。十四年（798年）十二月，奏请依开元礼，户部尚书以下于南班再拜后随上公升阶东向站立，准仪注奏事，以补旧仪。
贞元十六年（800年）九月，以中散大夫、守太常卿、上柱国、赐紫金鱼袋代被贬的郑余庆为中书侍郎、同中书门下平章事，为宰相，散官勋赐如故。十二月，齐抗认为吏部选的官员已是精选过的，中书省、门下省再复查是浪费时间，奏请废止复查，获准。当时礼部侍郎主管科举，其亲故都能考功，被称为“别头举人”，此事早在贞元十年（794年）也因齐抗所奏而罢。齐抗又奏裁减诸州府别驾、田曹、司田官及判司之双曹者及中书省驱使官及诸胥吏，而以为朝官。不久，以中散大夫、守中书侍郎、同中书门下平章事、上柱国、赐紫金鱼袋加修国史。齐抗让中书舍人权德舆上表辞让。
齐抗虽然读书，却没有远略，过度在意细节上求精，有挑剔苛刻之名。十九年（803年），因病请辞，七月，罢为太子李诵宾客，已病得不能朝谢。贞元年间他与贾耽同修《时政记》，也因病罢而中止。二十年（804年）四月卒，赠户部尚书，又赐家绢二百匹。谥成。

## 作品
- 《齐抗集》二十卷[31]
- 《元日朝班仪注奏》
- 《更定祭日奏》

## 评价
- 《旧唐书》
  - 史臣曰：而损（崔损）、抗之比，夫何足云，遽汙台槐，盖时主之容易耳。
  - 赞曰：窦（窦参）阿齐佞，偏诐斯同。

## 家族
- 曾祖：齐知玄，仕至淄州長山縣令
- 曾祖：齐澣，給事中、吏部侍郎
- 父亲：齐翧，右龙武兵曹参军

### 妻
- 河南独孤氏，某官之女，贤明，早亡
- 兰陵萧氏，驸马都尉萧衡孙女，梓州别驾萧戡第二女[32]

### 子孙
- 齐餗，嗣子，官至东都留守府推官、洛阳主簿，娶贊善大夫、鄂州别駕河南源清寰之女[33]
  - 齐酄，会稽县尉
    - 齐祐
    - 齐药师
    - 二女